# Ascyltus opulentus
Ascyltus opulentus är en spindelart som först beskrevs av Charles Athanase Walckenaer 1837.  Ascyltus opulentus ingår i släktet Ascyltus och familjen hoppspindlar. Inga underarter finns listade i Catalogue of Life.